# Nobuhiro Ueno
Nobuhiro Ueno (上野 展裕, Ueno Nobuhiro, Koka, 26 augustus 1965) is een Japans voormalig voetballer die als verdediger speelde.

## Clubcarrière
In 1984 ging Ueno naar de Waseda-universiteit, waar hij in het schoolteam voetbalde. Nadat hij in 1988 afstudeerde, ging Ueno spelen voor All Nippon Airways. Hij tekende in 1991 bij Sanfrecce Hiroshima. Ueno beëindigde zijn spelersloopbaan in 1994.

## Interlandcarrière
Hij nam met het Japans voetbalelftal deel aan het Aziatisch kampioenschap 1988.

## Trainerscarrière
Vanaf 2009 tot op heden is hij coach geweest bij Zweigen Kanazawa, Albirex Niigata, Renofa Yamaguchi FC en Ventforet Kofu.